# Hermonassa penna
Hermonassa penna är en fjärilsart som beskrevs av Chen 1985. Hermonassa penna ingår i släktet Hermonassa och familjen nattflyn. Inga underarter finns listade i Catalogue of Life.